# Segunda mutación consonántica

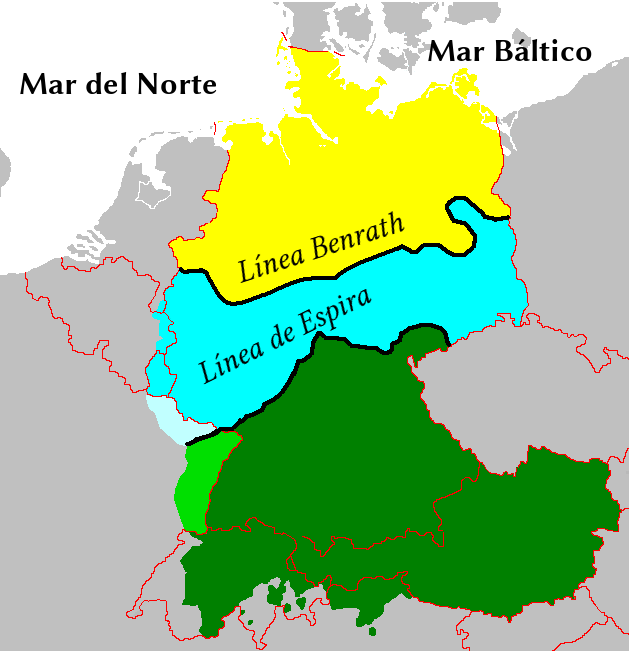
El alto alemán se subdivide en alemán superior (verde) y alemán central (azul), que ya se distinguía del bajo alemán (amarillo). Las isoglosas principales, la de Benrath y la Espira (Speyer), están marcadas en negro.

Isoglosa para dat-das (línea de Sankt Goar).

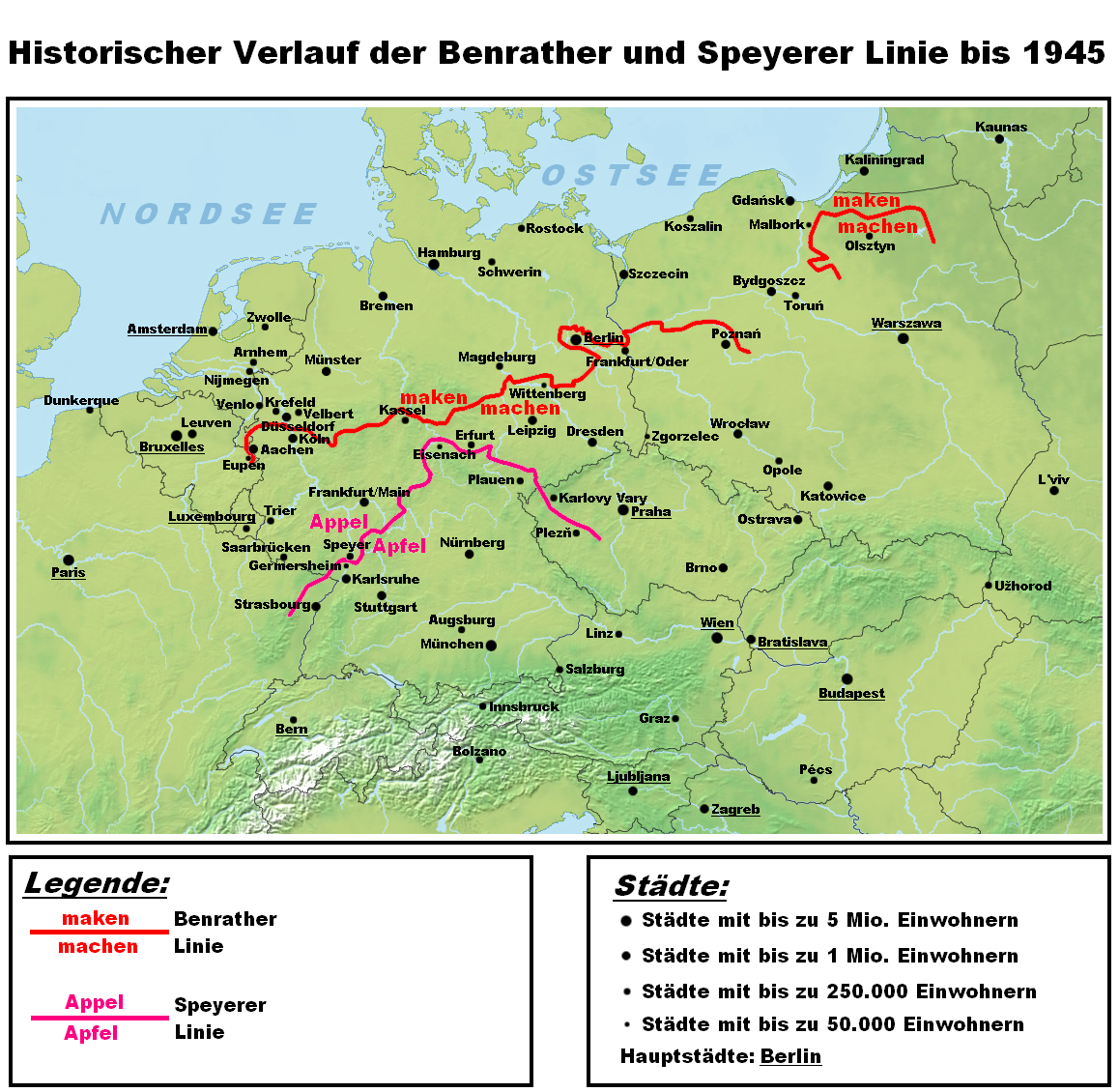
Isoglosas para maken-machen (línea de Benrath) y Appel-Apfel (línea de Espira).

La segunda mutación consonántica es un conjunto de modificaciones fonéticas que afectaron a las consonantes del antiguo alto alemán (actualmente conocido simplemente como "alemán") separándolo del bajo alemán a través de una isoglosa conocida como línea de Benrath. Apareció tras de las modificaciones descritas por las leyes de Grimm y de Verner (que se agrupan bajo el nombre de "primera mutación consonántica") entre los siglos IV y VIII. Afectó a casi todo el léxico del momento, pero también palabras posteriores.
El estudio de estas modificaciones es básico para la comprensión de las especificidades fonéticas del alemán respecto a las otras lenguas germánicas. 

## Mecanismos generales
Las consonantes afectadas son las resultantes de la primera mutación consonántica. La principal modificación consiste en una conversión a fricativas de las oclusivas.
Se distinguen los cambios en función de si las consonantes son sordas, sonoras, simples o geminadas y según su posición (al inicio o después de consonante líquida, entre vocales, al final). Las sonoras siguen evoluciones diferentes en función de los dialectos. 

### Tabla sinóptica de las evoluciones
| Sordas simples | Sordas simples | Sordas simples | Sordas simples | Sordas gem. | Sonoras simples | Sonoras simples | Sonoras simples | Sonoras simples | Sonoras gem. | Fricativas simples | Fricativas simples | Fricativas gem. | Fricativas gem. |
| -------------- | -------------- | -------------- | -------------- | ----------- | --------------- | --------------- | --------------- | --------------- | ------------ | ------------------ | ------------------ | --------------- | --------------- |
|                | Inic.          | Intervoc.      | Fin.           | Sordas gem. |                 | 1               | 2               | 3               | Sonoras gem. | Fricativas simples | Fricativas simples | Fricativas gem. | Fricativas gem. |
| *p →           | pf             | ff             | f              | ppf         | *b →            | p               | p / b           | b               | pp           | *f →               | b                  | *ff →           | ff              |
| *t →           | ts             | ss             | s              | tts         | *d →            | t               | t / d           | d               | tt           | *θ →               | d                  | *θθ →           | tt              |
| *k →           | kx             | xx             | x              | kkx         | *g →            | k               | k /g            | g               | kk           | *x →               | x                  | *xx →           | xx              |

## Ejemplos
Para constatar la evolución de las consonantes del alto alemán es posible contrastar nombres en la mayoría de lenguas germánicas y, en fin, en un gran número de las indoeuropeas. Si se centra en la evolución de *p:
- inicial: la palabra latina puteus «pozo» se convirtió en phuzza (recuerdo: ph = /pf/ i zz /tts/);
- después de líquida: hëlphan «ayudar» sin embargo en gótico hilpan, inglés (to) help, neerlandés helpen, noruego hjelpe. El actual helfen proviene de hëlfan (ver más arriba);
- intervocálico: offan «abierto» (moderno: offen) sin embargo en inglés y neerlandés open, noruego åpen, islandés opinn, griego antiguo ὑπό hupó «sobre» (el nombre es una preposición/adverbio proveniente de la misma etimología; la /h/ inicial es secundaria);
- final: buoh «libro» (donde la h final se pronuncia /x/; modernamente: Buch), mientras que en inglés antiguo bōc, neerlandés boek, islandés bók.

### Tabla de ejemplos
Comparación de nombres alemanes, holandeses e ingleses que muestren la segunda mutación consonántica que sufrió el primero:
| Español   | alemán | neerlandés | inglés |
| --------- | ------ | ---------- | ------ |
| camino    | Pfad   | pad        | path   |
| arma      | Waffe  | wapen      | weapon |
| agua      | Wasser | water      | water  |
| aquel(la) | das    | dat        | that   |
| hacer     | machen | maken      | make   |
| día       | Tag    | dag        | day    |
| dos       | zwei   | twee       | two    |
| corazón   | Herz   | hart       | heart  |